# Жовтухін (хутір)
Жовтухін (рос. Желтухин) — хутір у Іловлінському районі Волгоградської області Російської Федерації.
Населення становить 463 особи. Входить до складу муніципального утворення Авиловське сільське поселення.

## Історія
Хутір розташований у межах українського історичного та культурного регіону Жовтий Клин.
Від 1965 року належить до Іловлінського району.

## Населення
| 2010 |
| ---- |
| 463  |